# Chrysolarentia
Chrysolarentia är släkte med mätare (Geometridae) som beskrevs 1882 av Butler. Släktet omfattar 78 arter.